# Court and Spark
| Recensione              | Giudizio          |
| ----------------------- | ----------------- |
| AllMusic                | [ 1 ]             |
| Robert Christgau        | A                 |
| Sputnikmusic            | 4.5 (Superb)      |
| Piero Scaruffi          | [ 4 ]             |
| Ondarock                | Disco consigliato |
| Dizionario del Pop-Rock | [ 6 ]             |
| 24.000 dischi           | [ 7 ]             |
| Slant Magazine          | [ 8 ]             |

Court and Spark è un album discografico di Joni Mitchell, pubblicato dall'etichetta discografica Asylum Records nel gennaio del 1974.
Primo album integralmente elettrico della musicista canadese, arrivò al numero due della classifica Billboard 200, successo nelle Chart Hot 100 di Billboard anche per i singoli: Free Man in Paris (nº 22), Help Me (nº 7) e Raised on Robbery (nº 65).
Da quest'album, la cantautrice coniuga la sua visione musicale folk con elementi di jazz (tra gli ospiti da segnalare alcuni illustri rappresentanti di questo genere come Max Bennett e Chuck Findley). Tra gli altri musicisti partecipanti alla sessione: i chitarristi Robbie Robertson (The Band) e José Feliciano.
In copertina, dopo i due precedenti album che rappresentano Joni Mitchell in foto, l’artista torna a utilizzare le sue competenze di disegnatrice tratteggiando nuvole e montagne su sfondo beige.

## I brani
- Court and Spark racconta la storia autobiografica di una seduzione mancata.[15] Richiama i Delta Blues degli Stati del Sud e il profilo losangelino orlato di palme, e impersona la contrapposizione fra regina bohémien dei festival rock e VIP frequentatrice dei tappeti rossi. La progressione armonica iniziale ricorda il Clair de lune di Claude Debussy, uno dei pezzi classici preferiti in giovinezza dalla cantautrice;[16] qui la musicista canadese interpreta il brano con la voce divenuta più bassa rispetto al passato a causa delle sigarette. [17]

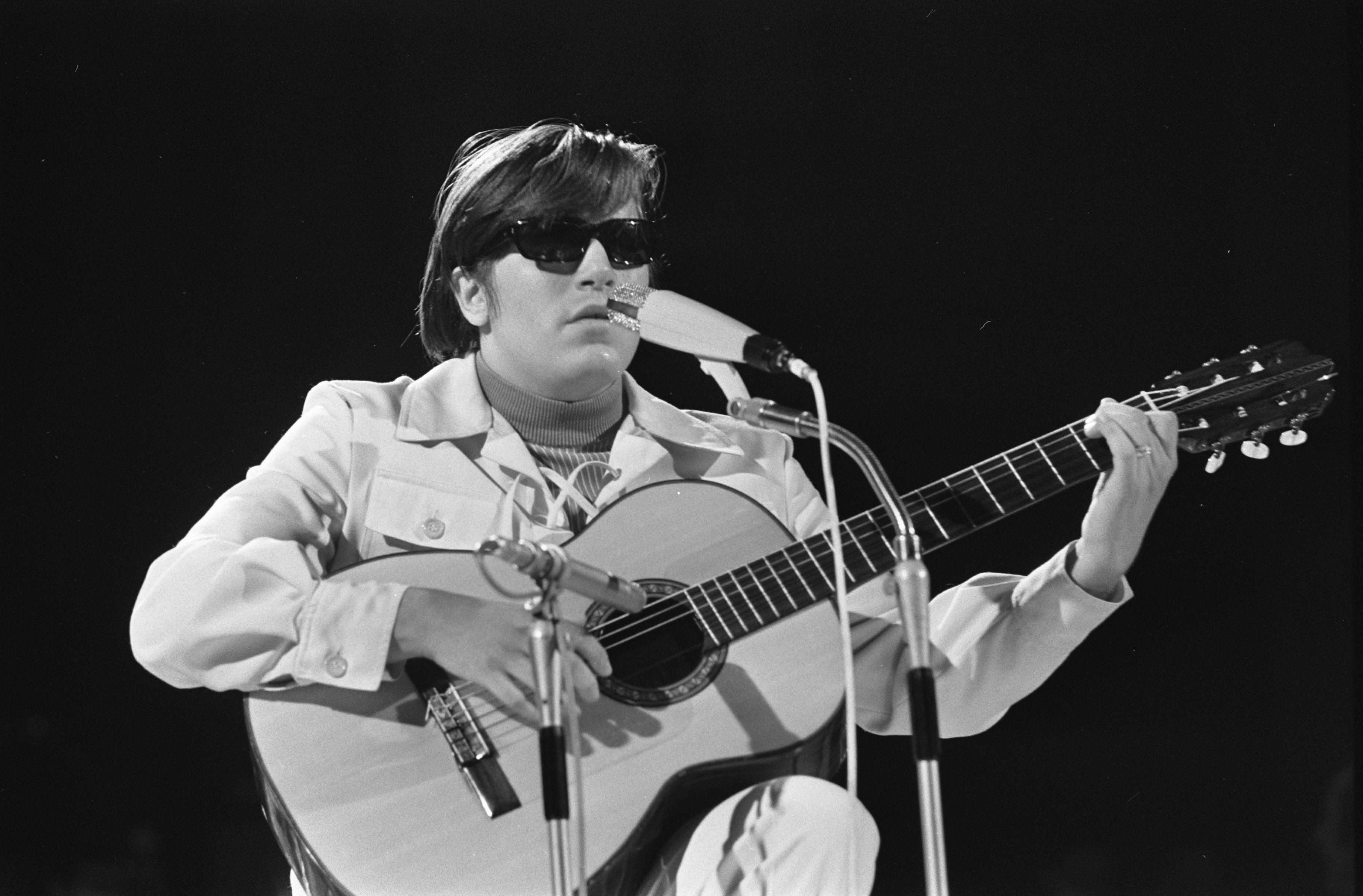
José Feliciano, 1970

- Help Me vede Joni Mitchell delineare un film fatto di musica e testo[11] nel quale lancia un accorato appello[18] con cui manifesta la propria fragilità e vulnerabilità durante le fasi iniziali di un rapporto sentimentale.[19] La relazione di cui parla è quella con John Guerin – batterista della formazione jazz-rock L.A. Express che in questo album funge da gruppo di accompagnamento – e il brano esprime la consapevolezza che un legame affettivo è in conflitto con il bisogno di libertà emotiva e mentale, tematica che spesso ricorre nelle composizioni della musicista canadese.[20] A marzo del 1974 Help Me venne pubblicato come singolo[9] e nel successivo giugno raggiunse la settima posizione nella Top 10.[21]

- Free Man in Paris, è un brano nel quale, con voce esuberante e con energica cadenza rhythm and blues,[22] Joni Mitchell impersona David Geffen e ne descrive la sua volontà di fuggire dallo show business e dalle responsabilità.[23] Il manager della cantautrice la pregò di non inserire la composizione nell’album nel terrore che dal testo si potesse intuire la sua omosessualità, cosa che avrebbe potuto compromettere la carriera.[24] La traccia ospita la chitarra di José Feliciano; il singolo raggiunse la ventiduesima posizione nella classifica di Billboard.[25]

- People’s Party mostra doti di sintesi nelle descrizioni e raffinatezza psicologica dell’autrice[26] che con perfetto tempismo anticipa la pubblicazione di People, il cui primo numero uscì due mesi dopo che l’album era stato messo in commercio. Il brano pare avere il ruolo di un reportage sull’industria di intrattenimento;[27] non ci sono più gli incontri informali e rilassanti di Laurel Canyon sostituiti da frizzanti ricevimenti,[28] e le semplici e familiari Signore del canyon cedono il posto a gente di classe anni ’70.[22]

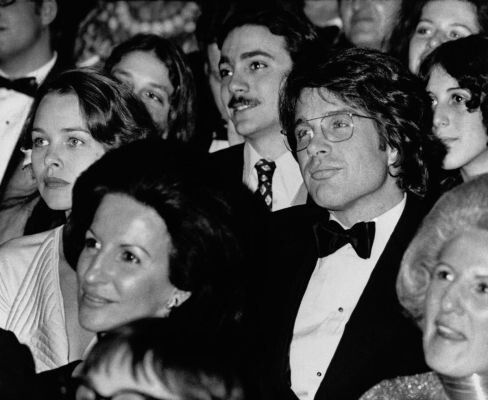
Warren Beatty (con gli occhiali), alla sua destra Michelle Phillips, 1975

- Same Situation espone esperienze personali della cantautrice, toccando le corde emotive comuni a ciascun ascoltatore,[29] e costituisce un brano che fornisce occasioni di riflessione.[30] Joni Mitchell ha iniziato ad assaporare ambiente e abitudini della società hollywoodiana, cosa che sarà ancor più evidente nel successivo album,[31] e qui si rivolge a uno scapolo appartenente al proprio mondo che ha alle spalle un successione di cuori infranti,[32] da molti identificato in Warren Beatty.[33] Gli arrangiamenti musicali vedono l’incisiva presenza di archi.[21]

- Car on a Hill evidenzia la protagonista che si lancia ma l’insicurezza presto la blocca a casa,[34] sola, in attesa dell’amante che forse l’ha piantata in asso. È musicalmente ricercata: la tastiera va su e giù, la chitarra e la batteria richiamano rispettivamente il traffico e i passanti, i fiati avvertono l’auto successiva, come in una sequenza filmica senza conclusione;[35] a metà della canzone, la musicista modula la propria voce assumendo uno stile jazz, e la voce diviene essa stessa una strumento. Joni Mitchell la pensò adatta a essere pubblicata come singolo, ma la casa discografica fu di diverso parere.[29]

- Down to You riconduce agli scenari melodici di Blue[22] e inizia come un soliloquio in seconda persona,[36] indirizzato perciò direttamente all’ascoltatore secondo una strategia adottata dai musicisti jazz.[37] Si tratta di una riflessione sulla ricerca dell’amore, nella convinzione che moda, relazioni e canzoni pop siano tutti fenomeni passeggeri.[38] La cantautrice viene supportata da un ampio ventaglio di strumenti orchestrali – archi, legni, ottoni –[39] e con questa composizione Joni Mitchell e Tom Scott vinsero il Grammy Award per il “Migliore arrangiamento dell’accompagnamento vocale”.[40]

- Just Like This Train è una composizione nella quale il suono della chitarra evoca il fischio del treno, mentre basso e batteria richiamano le ruote del treno in accelerazione.[41] Alla sua maniera, Joni Mitchell vuole mostrarsi il motore che percorre le rotaie dell’amore; e lancia un sortilegio all’amato per causargli la perdita dei capelli.[42]

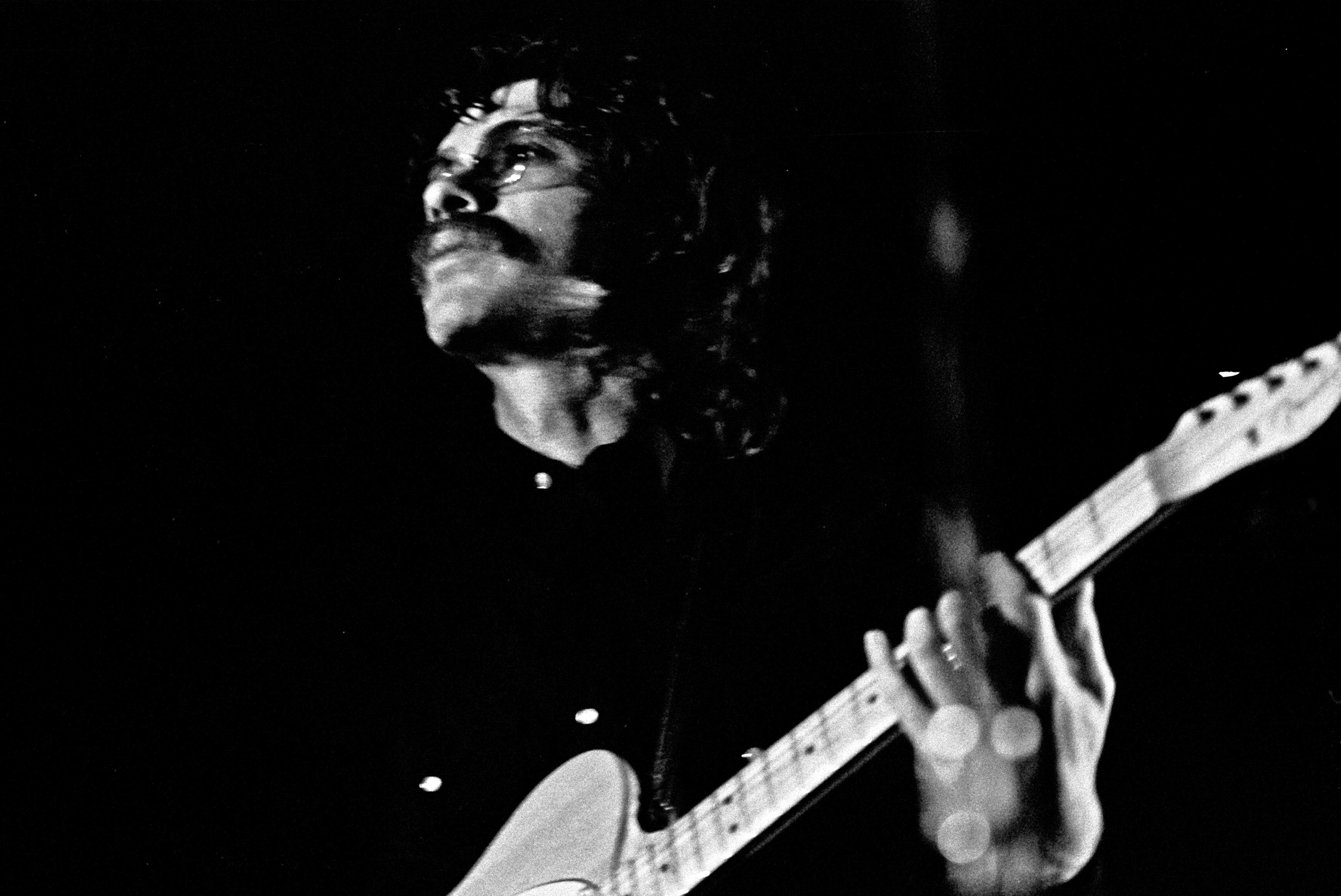
Robbie Robertson, 1971

- Raised on Robbery è un rock and roll in stile anni cinquanta nel quale la chitarra di Robbie Robertson assume sonorità metalliche.[41] La composizione richiama Barangrill, nella quale il panorama è rilassante, qui invece pare essere quello di una rissa fra ubriachi.[42] Il tono vocale di Joni Mitchell è brillante e a tratti istrionico[43] e la sovraincisione delle voci evoca lo stile delle Andrews Sisters.[44]

- Trouble Child vede Joni Mitchell in visita a un amico ospedalizzato a causa di un’overdose di stupefacenti.[41] La voce della cantautrice  è rilassata e cantilenante;[45] gli svolazzi della chitarra e i crescendo dei piatti tendono a richiamare le onde di Malibu.[39] L’assolo di tromba che chiude il pezzo lega Trouble Child al successive brano – come avverrà in The Hissing of Summer Lawns dove Harry’s House è legata alla precedente traccia dagli ottoni dilatati da un effetto Doppler.[46]

- Twisted è il primo brano pubblicato su un disco di Joni Mitchell non composto dalla cantautrice. La voce in stile jazz è raffinata, divertente, gioiosa con un retrogusto crudele,[41] inserita in una ironica cornice che delinea una seduta psicoanalitica per una doppia personalità[47] con spunti che utilizzano la comicità del duo Cheech & Chong.[17] L’ispirazione musicale derivò dalle esecuzioni da parte di Annie Ross, fra i musicisti preferiti della giovane Mitchell; la cantante inglese aveva scritto in poche ore il testo di Twisted sulla melodia composta da Wardell Gray[48], e la cantautrice canadese in giovinezza amava seguire le interpretazioni vocali del trio composto da Annie Ross assieme a Dave Lambert e Jon Hendricks.[49]

## Tracce
Brani composti da Joni Mitchell, eccetto dove indicato.
Lato A
1. Court and Spark – 2:46
2. Help Me – 3:22
3. Free Man in Paris – 3:02
4. People's Parties – 2:20
5. Same Situation – 3:05

Durata totale: 14:35
Lato B
1. Car on a Hill – 2:58
2. Down to You – 5:36
3. Just Like This Train – 4:23
4. Raised on Robbery – 3:05
5. Trouble Child – 3:57
6. Twisted – 2:18 (Annie Ross, Wardell Gray)

Durata totale: 22:17

## Formazione
- Joni Mitchell - voce, pianoforte, clavinet (brano: Down to You), cori (brano: Free Man in Paris)
- Joe Sample - pianoforte, Fender Rhodes
- John Guerin - batteria, percussioni
- Larry Carlton - chitarra (brani: A1, A2, A3, A4, A5, B2, B3 e B6)
- Wilton Felder - basso (brani: A1, A2, A5, B1, B2, B3, B4 e B6)
- Dennis Budimir - chitarra (brano: Trouble Child)
- Max Bennett - basso (brano: Trouble Child)
- Wayne Perkins - chitarra (brano: Car on a Hill)
- Jim Hughart - basso (brani: Free Man in Paris e People's Parties)
- Robbie Robertson - chitarra (brano: Raised on Robbery)
- Milt Holland - campane (brano: Court and Spark)
- José Feliciano - chitarra (brano: Free Man in Paris)
- Chuck Findley - tromba (brani: Trouble Child e Twisted)
- David Crosby - cori (brani: Free Man in Paris e Down to You)
- Graham Nash - cori (brano: Free Man in Paris)
- Susan Webb - cori (brano: Down to You)
- Cheech & Chong - cori (brano: Twisted)

Note aggiuntive:
- Joni Mitchell - produttore
- Henry Lewy - ingegnere della registrazione